# عبد الله خليفة (لاعب كرة قدم مواليد 1997)
عبد الله خليفة صغير، لاعب كرة قدم سعودي. 
لعب سابقاً في نادي الشباب ونادي الحجاز.